# Deutsche Kakteen-Gesellschaft
Deutsche Kakteen-Gesellschaft La Sociedad Alemana de Cactus, se creó el 5 de diciembre de 1892 bajo el nombre de la Sociedad de Amigos de los cactus. La Asamblea Constituyente se celebró en Berlín en el restaurante Schultheiss Behrenstrasse. El primer presidente fue el excurador del Jardín Botánico de Berlín-Dahlem , Karl Moritz Schumann. El cambio de nombre a Sociedad Alemana de Cactus se llevó a cabo el 28 de febrero de 1898.
La Asociación es una asociación de amigos del cactus de Alemania y cuenta con unos 5.000 miembros. Tienen una publicación que es compartida con la Sociedad de los amigos de cactus austriacos y la Sociedad suiza de Cactus que editan la revista mensual de Kakteen und andere Sukkulenten.

## Presidentes de DKG
- 1892–1904 Karl Moritz Schumann
- 1904–1904 Hugo Lindemuth
- 1904–1905 Karl Hirscht
- 1905–1910 Maximilian Gürke
- 1910–1927 Friedrich Vaupel
- 1927–1934 Erich Werdermann
- 1934–1945 Bruno Dölz
- 1949–1952 Robert Gräser
- 1952–1955 Wilhelm Simon
- 1955–1965 Wilhelm Fricke
- 1965–1969 Helmut Gerdau
- 1970–1972 Manfred Fiedler
- 1973–1977 Kurt Petersen
- 1977–1985 Hans-Joachim Hilgert
- 1985–1991 Siegfried Janssen
- 1991–1995 Wilhelm Barthlott
- 1995–2000 Diedrich Supthut
- 2000–2008 Barbara Ditsch
- 2008–     Andreas Hofacker

## Publicaciones
| Período                         | Título                                              | Lugar            | Editor               |
| ------------------------------- | --------------------------------------------------- | ---------------- | -------------------- |
| 1891–1892                       | Monatsschrift für Kakteenkunde                      | Berlín           | Paul Arendt          |
| 1892–1904                       | Monatsschrift für Kakteenkunde                      | Berlín           | Karl Schumann        |
| 1904–1910                       | Monatsschrift für Kakteenkunde                      | Berlín           | Max Gürke            |
| 1911–1921                       | Monatsschrift für Kakteenkunde                      | Berlín           | Friedrich J. Vaupel  |
| 1922–1926                       | Zeitschrift für Sukkulentenkunde                    | Berlín           | Friedrich J. Vaupel  |
| 1927–1928                       | Zeitschrift für Sukkulentenkunde                    | Berlín           | Erich Werdermann     |
| 1929–1932                       | Monatsschrift der Deutschen Kakteen-Gesellschaft    | Berlín           | Erich Werdermann     |
| 1933–1934                       | Kakteenkunde, Organ der DKG                         | Neudamm          | Wilhelm von Roeder   |
| 1935–1939                       | Kakteenkunde vereinigt mit dem Kakteenfreund        | Neudamm          | Wilhelm von Roeder   |
| 1937–1938                       | Kakteen und andere Sukkulenten (Organ der DKG)      | Berlín           | Hanns Oehme          |
| 1939–1940                       | Kakteenkunde (Veröffentlichung der DKG)             | Neudamm          | H. Deeß              |
| 1941–1943                       | Kakteenkunde (Veröffentlichung der DKG)             | Neudamm          | Bruno Dölz           |
| 1949                            | Nachrichtenblatt der Fränkischen Kakteenfreunde     | ?                | Robert Gräser        |
| 1949–1953                       | Kakteen und andere Sukkulenten                      | ?                | Erik Haustein        |
| 1949–1956                       | Nachrichtenblatt der Deutschen Kakteen-Gesellschaft | Nürnberg         | Erik Haustein        |
| 1953–1954                       | Kakteen und andere Sukkulenten                      | ?                | Wilhelm Simon        |
| 1954–1955                       | Kakteen und andere Sukkulenten                      | ?                | Johannes Endler      |
| 1955–1958                       | Kakteen und andere Sukkulenten                      | ?                | Hans-Joachim Hilgert |
| 1959–1968                       | Kakteen und andere Sukkulenten                      | ?                | Erik Haustein        |
| 1968–1969                       | Kakteen und andere Sukkulenten                      | ?                | Gert-Wolfram Rohm    |
| 1970–1971                       | Kakteen und andere Sukkulenten                      | ?                | Jürgen Bosch         |
| 1972                            | Kakteen und andere Sukkulenten                      | ?                | Horst Holland        |
| 1972–1994                       | Kakteen und andere Sukkulenten                      | Titisee-Neustadt | Dieter Hönig         |
| 1994–1996                       | Kakteen und andere Sukkulenten                      | ?                | Jonas Lüthy          |
| 1996–1997                       | Kakteen und andere Sukkulenten                      | ?                | Ulrich Meve          |
| 1998–2014 (Número 7)            | Kakteen und andere Sukkulenten                      | ?                | Gerhard Lauchs       |
| 2014 (Número 8)–2014 (Número 9) | Kakteen und andere Sukkulenten                      | ?                | Detlev Metzing       |
| 2014 (Número 10)–               | Kakteen und andere Sukkulenten                      | ?                | Thomas Brand         |

## Literatura
- Valentin Scholz, Hermann Stützel: Chronik der Deutschen Kakteen-Gesellschaft e.V. Würzburg 1999.

## Enlaces
- Webseite der DKG Archivado el 15 de febrero de 2020 en Wayback Machine.

- Datos: Q871338
- Multimedia: Deutsche Kakteen-Gesellschaft / Q871338